# 1896 ve fotografii

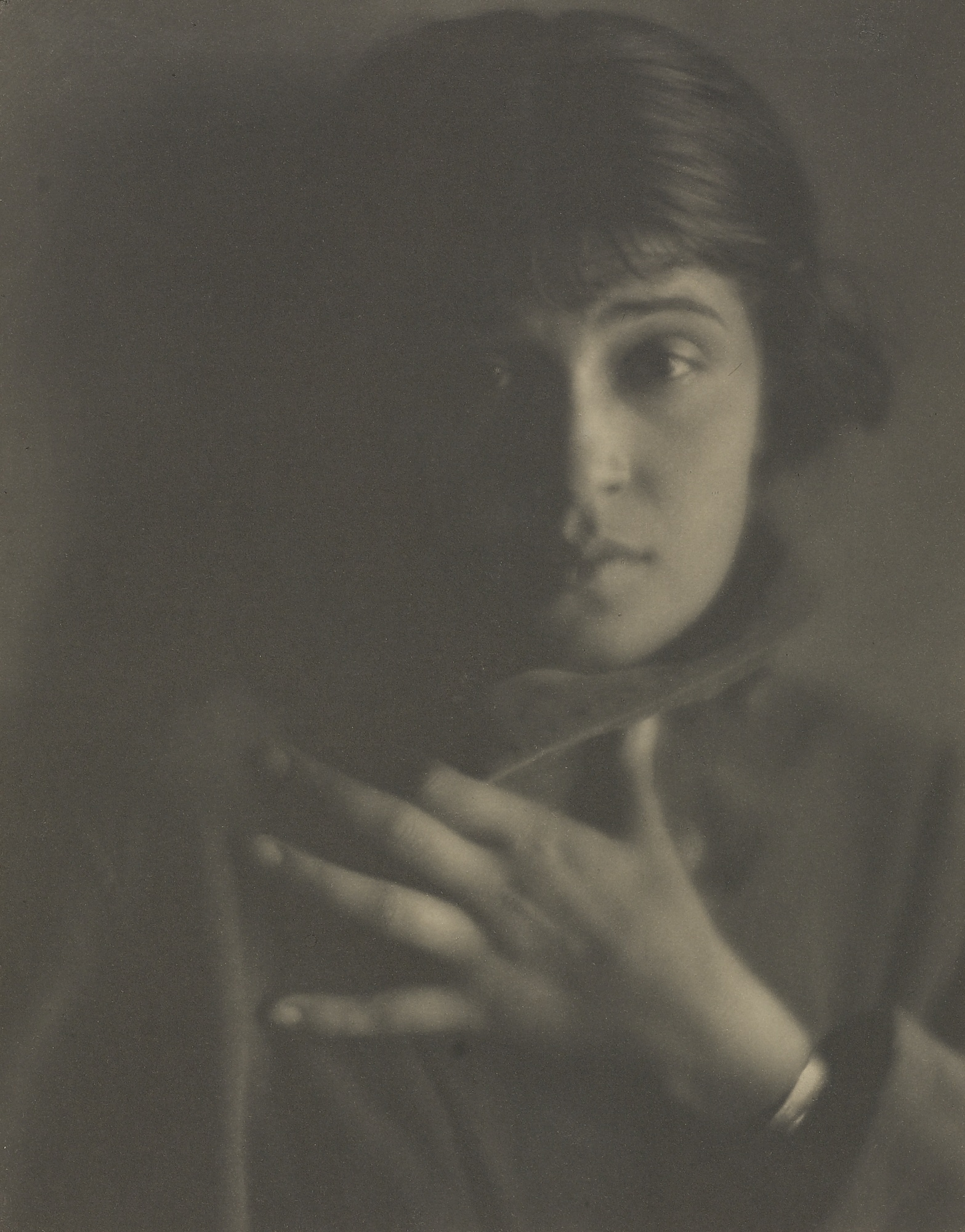
V srpnu se narodila fotografka Tina Modotti

Tento článek obsahuje významné fotografické události v roce 1896.

## Události

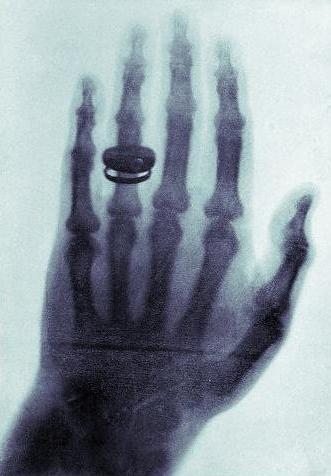
Ruka s prsteny – jeden z prvních rentgenových snímků Wilhelma Röntgena, na které je ruka jeho ženy; pořídil ji 22. prosince 1895 a prezentoval profesoru Ludwigu Zehnderovi z Institutu Fyziky na Freiburské univerzitě 1. ledna 1896

- 1. ledna – Wilhelm Röntgen prezentoval jeden z prvních rentgenových snímků Ruka s prsteny profesoru Ludwigu Zehnderovi z Institutu Fyziky na Freiburské univerzitě (snímek pořídil již 22. prosince 1895).[1][2]

- 1. května – Robert Fell patentoval skládací třínohou stoličku použitelnou jako stativ.[3]

## Narození v roce 1896
- 20. ledna – Charles E. Brown, britský letecký fotograf († 9. října 1982)
- 8. února – Zoltan Kluger, izraelský fotograf narozený v Maďarsku († 16. května 1977)
- 14. února – Edith Barakovichová, rakouská společenská, portrétní a módní fotografka († 11. prosince 1940)
- 17. března – Josef Sudek, český fotograf († 15. září 1976)
- 17. května – Markéta Popperová, pražská německá fotografka ve 30. letech 20. století, její tvorbu lze přiřadit ke skupině Neues Sehen († 4. listopadu 1976)
- 18. května – Martin Munkácsi, novinářský fotograf († 13. července 1963)
- 11. června – Charlotte Rudolph, německá fotografka († 2. září 1983)
- 19. června – Ergy Landau, francouzská fotografka maďarského původu († 6. června 1967)
- 1. srpna – Jaromír Funke, český fotograf († 22. března 1945)
- 15. srpna – Paul Outerbridge, fotograf (* 1958)
- 16. nebo 17. srpna – Tina Modotti, mexická fotografka narozená v Itálii
- 20. srpna – Heinrich Koch, česko-německý fotograf († 1. březen 1934)
- 20. října – Ella Bergmann-Michel, německá fotografka († 8. srpna 1971)
- 28. října – Lorenz Saladin, švýcarský horolezec, novinář, fotograf a cestovatel († 17. září 1936)
- ? – Janina Mierzecka, polská fotografka a grafička, portréty, dokumentovala architekturu (také v Československu), provozovala ateliéry, pracovala v Muzeu uměleckého průmyslu ve Lvově, její dcera je Aleksandra Mierzecka-Garlicka (4. července 1896 – 26. února 1987)
- ? – Sibyl Anikeefová, americká fotografka, pracovala pro Federal Art Project, nejznámější jsou ztvárnění poloostrova Monterey, portréty rybářů, zátiší a krajin, pro Edwarda Westona pózovala jako modelka 29. března 1896 – 27. července 1997)

## Úmrtí v roce 1896
- 5. ledna – James Wallace Black, americký fotograf (* 10. února 1825)
- 15. ledna – Mathew Brady, americký novinářský fotograf (* 18. května 1822)
- leden – Élise L'Heureux, kanadská fotografka (* 22. ledna 1827)
- únor – John Cooke Bourne, anglický umělec a fotograf (* 1814)
- 2. dubna – Claus Peter Knudsen, norský fotograf (* 17. září 1826)
- 8. května – Gustave Cosson, francouzský fotograf (* 18. prosince 1824)
- 9. května – Adolphe-Alexandre Martin, francouzský průkopník fotografie a vynálezce ferrotypie v roce 1853 (* 27. září 1824)
- 17. května – Sophus Tromholt, norský fotograf (* 2. června 1851)
- 18. července – Kamei Koreaki, japonský válečný fotograf (* 22. července 1861)
- 9. listopadu – Napoleon Sarony, americký litograf a fotograf (* 1821)
- 25. prosince – Lina Jonn, švédská průkopnice v oblasti fotografického průmyslu (* 8. března 1861)
- ? – Karl Bergamasko, ruský fotograf italského původu (* 1830)
- ? – Herbert Rose Barraud, anglický portrétní fotograf (* 24. srpna 1845)
- ? – Thomas Coffin Doane,  kanadský malíř a fotograf (* 1814)
- ? – Paul Jeuffrain, francouzský fotograf (* 1809)
- ? – Fjodor Gadajev, ruský fotograf, majitel dvou fotoateliérů, fotografoval krajinu Kavkazu (* 1858)
- ? – Eugène Maunoury, francouzský fotograf působící v Latinské Americe ve druhé polovině 19. století. Sehrál významnou roli v raném rozvoji fotografie v Jižní Americe, zejména v Chile a Peru během 50. a 60. let 19. století. (* 1830)